# كورك هوبرت
كورك هوبرت (بالإنجليزية: Cork Hubbert)‏ مواليد 3 يوليو 1952 في بيندلينتون، الولايات المتحدة - الوفاة 28 سبتمبر 2003 في فينسيا، الولايات المتحدة، هو ممثل أمريكي بدأ مسيرته الفنية سنة 1979. من أعماله أسطورة.

## روابط خارجية
- كورك هوبرت على موقع IMDb (الإنجليزية)
- كورك هوبرت على موقع أول موفي (الإنجليزية)
- كورك هوبرت على موقع قاعدة بيانات الفيلم (الإنجليزية)